# San Bartolomé Aguas Calientes
San Bartolomé Aguas Calientes är en ort i Mexiko.   Den ligger i kommunen Apaseo el Alto och delstaten Guanajuato, i den centrala delen av landet, 190 km nordväst om huvudstaden Mexico City. San Bartolomé Aguas Calientes ligger 1 805 meter över havet och antalet invånare är 3 781.
Terrängen runt San Bartolomé Aguas Calientes är platt åt nordväst, men åt sydost är den kuperad. Runt San Bartolomé Aguas Calientes är det tätbefolkat, med 511 invånare per kvadratkilometer. Närmaste större samhälle är Santiago de Querétaro, 19,6 km nordost om San Bartolomé Aguas Calientes. Trakten runt San Bartolomé Aguas Calientes består till största delen av jordbruksmark.